# Ley General de Educación (Chile)
La Ley General de Educación (Ley N°20.370 o LGE) es la ley chilena que establece el marco normativo en materia de educación. Su campo de acción recae principalmente en la educación general básica y media, manteniendo en líneas generales la normativa respecto a la educación superior. Establece principios y obligaciones, y promueve cambios en la manera en que los niños del país deben ser educados. La LGE se gestó, discutió y promulgó, durante el primer gobierno de Michelle Bachelet. 
Esta norma legal derogó, es decir, reemplazó a la Ley N.º 18.962, o Ley Orgánica Constitucional de Enseñanza (LOCE) de 1990, excepto en su Título III (manteniendo el párrafo 2.º), y su Título IV; referidos básicamente a la educación superior. El texto de la LGE se encuentra refundido, coordinado y sistematizado, con las normas no derogadas del Decreto con Fuerza de Ley N.º 1 de 2005 (que fijaba el texto refundido, coordinado y sistematizado de la Ley N.º 18.962, Orgánica Constitucional de Enseñanza), en el Decreto con Fuerza de Ley N.º 2 de 2010.
La LGE nació como una respuesta a las masivas protestas escolares, denominadas la Revolución Pingüina, ocurridas a lo largo de todo el país durante abril de 2006; las que llamaban a reformar la educación pública del país. Para esto, se formó un Consejo Asesor Presidencial de la Educación, el cual propuso (entre varias medidas) una Ley que reemplazara a la LOCE. Luego de recoger la opinión de diversos actores relacionados al proceso educativo, el gobierno, junto a las dos grandes coaliciones representadas en el Congreso Nacional —la Alianza por Chile y la Concertación— llega a un acuerdo en la materia y envía al parlamento el proyecto en abril de 2007 para su discusión. Dos años más tarde, es aprobado por ambas cámaras del Congreso Nacional. Esta ley fue promulgada el 17 de agosto de 2009 y publicada en el Diario Oficial el 12 de septiembre de 2009.
En los años posteriores, se han ido incorporado modificaciones, referidas a las distintas materias y niveles educativos; en línea con la reforma al Sistema de educación de Chile.

## Proyecto de reforma a la LOCE
El proyecto contempló modificaciones importantes en los procesos de admisión, currículum y reconocimiento oficial de los establecimientos educacionales. Ante todo, limita la facultad que tienen los establecimientos de discriminar a sus alumnos por motivos económicos. En lo que respecta al currículum, se reduce la educación básica a seis años y la educación media aumenta en dos años, cambio que entrará en vigencia en 2026. Finalmente, aumenta los requisitos que deben cumplir los responsables de un establecimiento para obtener el reconocimiento oficial del Estado.

## Protestas contra la aprobación de la LGE
Durante todo el proceso de formulación de la ley, estudiantes y profesores se manifestaron en su contra. 
En el año 2011 estudiantes secundarios y superiores han solicitado su derogación, a fin de reformar la institucionalidad de la educación pública chilena.

## Contenido
Esta ley tiene por finalidad regular los derechos y deberes de los integrantes de la comunidad educativa; fijar los requisitos mínimos que deben exigirse en cada uno de los niveles de educación parvularia, básica y media; regular el deber del Estado de velar por su cumplimiento, y establecer los requisitos y el proceso para el reconocimiento oficial de los establecimientos e instituciones educacionales de todo nivel, con el objetivo de tener un sistema educativo caracterizado por la equidad y calidad de su servicio.

### Ley de Aseguramiento de la Calidad
En conjunto con la presentación de este proyecto de Ley, se presentó el proyecto de una ley que complementaba a la LGE. Se llamó "Sistema Nacional de aseguramiento de la Calidad de la educación parvularia, básica y media y su fiscalización". En ella se incluían varias de las recomendaciones del Consejo Asesor Presidencial para la Calidad de la Educación, tales como la creación de una Superintendencia de Educación y de una Agencia de Calidad de la educación que potenciara el sistema escolar. Este proyecto fue aprobado en 2011 y se transformó en la Ley N°20.529.

### Modificaciones
Esta importante ley ha sido complementada a lo largo del tiempo por las siguientes leyes específicas:
- Ministerio de Educación (27 de marzo de 2025), «Ley Nº 20483: REFERIDA A LAS PERSONAS JURÍDICAS SOSTENEDORAS DE ESTABLECIMIENTOS EDUCACIONALES», Biblioteca del Congreso Nacional de Chile.
- Ministerio de Educación (27 de marzo de 2025), «Ley Nº 20501: CALIDAD Y EQUIDAD DE LA EDUCACIÓN», Biblioteca del Congreso Nacional de Chile.
- Ministerio de Educación (27 de marzo de 2025), «Ley Nº 20536: SOBRE VIOLENCIA ESCOLAR», Biblioteca del Congreso Nacional de Chile.